# Marc Levy
Marc Levy (ur. 16 października 1961 w Boulogne-Billancourt) – francuski powieściopisarz.
W wieku 18 lat wstąpił do Czerwonego Krzyża jako ratownik. Po trzech latach zostało mu powierzone stanowisko dyrektora ratownictwa w departamencie Hauts-de-Seine. Studia odbył na uniwersytecie Paris-Dauphine.
W 1984 wyleciał do Stanów Zjednoczonych, gdzie założył dwie firmy (jedną w Kalifornii, drugą w Kolorado), specjalizujące się w grafice komputerowej.
Po powrocie do Paryża w 1991 roku, wraz z dwoma przyjaciółmi otworzył biuro architektoniczne Euryhtmic-Cloiselec.
Swoją pierwszą książkę zaczął pisać w 1998 roku dla syna Louisa. Powieść Et si c'était vrai... ukazała się w 2000 roku i odniosła wielki sukces. Marc Levy sprzedał prawa do adaptacji filmowej amerykańskiej wytwórni DreamWorks. Film Jak w niebie w reżyserii Marka Watersa wszedł na ekrany kin w 2005 roku.
Kolejne powieści Marca Levy'ego odniosły nie mniejszy sukces i ugruntowały wysoką pozycję pisarza nie tylko we Francji, ale i w Europie.
Obecnie trwają przygotowania do adaptacji filmowej powieści Mes amis Mes Amours. Zdjęcia do filmu mają się rozpocząć w lecie, w Londynie.

## Twórczość
- A jeśli to prawda / Jak w niebie (Et si c'était vrai..., 2000)
- Gdzie jesteś (Où es-tu ?, 2001)
- Siedem dni dla wieczności (Sept jours pour une éternité..., 2003)
- W następnym życiu (La Prochaine Fois, 2004)
- Jeszcze się spotkamy (Vous revoir, 2005)
- Moi przyjaciele, moje kochanki (Mes amis mes amours, 2006)
- Dzieci wolności (Les Enfants de la liberté, 2007)
- Wszystko, czego nie zdążyliśmy powiedzieć (Toutes ces choses qu’on ne s’est pas dites, 2008)
- Pierwszy dzień (Le Premier Jour, 2009)
- Pierwsza noc (La Première Nuit, 2009)
- Le voleur d'ombres(2010)